# Metropolitano de Hong Kong
Mass Transit Railway (MTR; em chinês: 港鐵) é o sistema de metrô de Hong Kong, China. Inaugurado em 1979, o sistema agora inclui 218,2 km de extensão com 155 estações, incluindo 87 estações metroviárias e 68 paradas de VLT.O sistema MTR é operado pela MTR Corporation Limited (MTRCL). É um dos sistemas mais rentáveis do mundo, com uma taxa de cobertura de 186%.
Sob a política de transportes do governo, o sistema MTR é um modo comum de transporte público em Hong Kong, com mais de cinco milhões de viagens feitas em um dia útil. Ele consistentemente atinge uma taxa de pontualidade de 99,9% das viagens realizadas. Em 2014, o MTR possuía uma participação de 48,1% do mercado de transportes públicos, tornando-se a opção de transporte mais popular em Hong Kong. A introdução do cartão inteligente Octopus deu-se em setembro de 1997, reforçando ainda mais a facilidade de deslocamento pelo sistema.
A construção do MTR foi motivada por um estudo, divulgado em 1967, encomendado pelo Governo de Hong Kong, a fim de encontrar soluções para o problema crescente dos congestionamentos rodoviários causados pela expansão da economia do território. A construção começou logo após sua divulgação e a primeira linha foi inaugurada em 1979. O MTR tornou-se imediatamente popular para a população de Hong Kong; como resultado, linhas subsequentes foram construídas para cobrir mais regiões do território. Há debates contínuos sobre como e para onde expandir a rede do MTR.
Sendo uma operação ferroviária bem sucedida, o MTR tem servido como modelo para outros sistemas recém-construídos do mundo, particularmente na China continental.

## História (1960-2000)

### Propostas iniciais
Durante a década de 1960, o governo de Hong Kong viu a necessidade de acomodar o aumento do tráfego rodoviário, uma vez que a economia de Hong Kong continuou a crescer fortemente. Em 1966, os consultores britânicos de transporte Freeman, Fox, Wilbur Smith & Associates foram nomeados para estudar o sistema de transporte de Hong Kong. O estudo foi baseado na projeção da população de Hong Kong para 1986, estimada em 6 868 000. Em 1 de setembro de 1967, os consultores enviaram o Hong Kong Mass Transport Study ao governo, que recomendou a construção de um sistema de metrô de 64 quilômetros em Hong Kong. O estudo sugeriu que quatro linhas fossem desenvolvidas em seis etapas, com uma data de conclusão estipulada entre dezembro de 1973 e dezembro de 1984. Posições detalhadas de linhas e estações foram apresentadas no estudo. Essas quatro linhas eram a linha Kwun Tong (de Western Market até Ma Yau Tong), a linha Tsuen Wan (de Admiralty a Tsuen Wan), a linha Island (de Kennedy a Chai Wan Central) e a linha Shatin (de Tsim Sha Tsui a Wo Liu Hang).
O estudo foi submetido ao Conselho Legislativo em 14 de fevereiro de 1968. Os consultores receberam novos dados do recenseamento de 1966 em 6 de março de 1968. Um relatório suplementar foi submetido em 22 de março de 1968 e emendado em junho de 1968. O recenseamento indicou que a população projetada em 1986 foi reduzida em mais de um milhão da estimativa anterior para 5 647 000. A redução dramática afetou o planejamento urbano. A distribuição da população foi amplamente diferente do estudo original. As populações projetadas de 1986 de Castle Peak New Town, Sha Tin New Town e, em menor escala, Tsuen Wan New Town, foram revisadas para baixo, e o plano de uma nova cidade em Tseung Kwan O foi arquivado. Nesse cenário atualizado, os consultores reduziram a escala do sistema recomendado. O relatório suplementar afirmava que as quatro vias originalmente sugeridas entre as estações de Admiralty e Mong Kok deveriam ser reduzidas a duas, e somente partes das linhas Island, Tsuen Wan e Kwun Tong deveriam ser construídas para o sistema inicial. As outras linhas seriam colocadas na lista de extensões. Este relatório levou ao estudo final em 1970.
Em 1970, um sistema com quatro linhas foi definido e planejado como parte do novo relatório dos consultores britânicos, Hong Kong Mass Transit: Further Studies. As quatro linhas seriam: Kwun Tong, Tsuen Wan, Island e East Kowloon. No entanto, houve pequenas diferenças nos traçados das linhas que foram construídas, em comparação com as linhas originalmente propostas pelo Hong Kong Mass Transport Study.
Em 1972, o governo de Hong Kong autorizou a construção do Sistema Inicial (Initial System) com 20 quilômetros, consistindo na linha Kwun Tong entre Kwun Tong e Prince Edward, a linha Tsuen Wan entre Prince Edward e Admiralty, e a linha Island entre Sheung Wan e Admiralty. O Mass Transit Steering Committee, presidido pelo Secretário Financeiro Philip Haddon-Cave, iniciou negociações com quatro  consórcios de construção em 1973. A intenção do governo era oferecer todo o projeto, baseado no design britânico, como uma única proposta a um preço fixo. Um consórcio do Japão, liderado pela Mitsubishi, apresentou a única proposta dentro do limite máximo de US$ 5 000 milhões estabelecido pelo governo. O acordo para a construção do sistema foi assinado no início de 1974, mas em dezembro do mesmo ano, os japoneses retiraram-se do acordo por razões decorrentes dos temores da crise do petróleo.

### Sistema Modificado Inicial
Algumas semanas mais tarde, no início de 1975, o Mass Transit Steering Group foi substituído pela Mass Transport Provisional Authority, que detinha mais poderes executivos. Anunciou que o sistema inicial seria reduzido para 15,6 quilômetros e renomeado para "sistema inicial modificado" (modified initial system). Os planos para um único contrato foram abandonados em favor de 25 contratos de engenharia e 10 contratos elétricos e mecânicos. Em 7 de maio de 1975, o Conselho Legislativo aprovou uma lei estabelecendo a estatal Mass Transit Railway Corporation (MTRC), estatal, para substituir a Mass Transport Provisional Authority.
A construção do Sistema Inicial Modificado (agora parte das linhas Kwun Tong e Tsuen Wan) teve início em novembro de 1975. O trecho norte foi concluído em 30 de setembro de 1979 e foi inaugurado em 1º de outubro de 1979 pelo governador Murray MacLehose. Os trens  rodavam entre as estações Shek Kip Mei e Kwun Tong, inicialmente em uma configuração de quatro carros. Os primeiros operadores foram treinados no metrô de Londres. O trecho entre Tsim Sha Tsui e Shek Kip Mei foi inaugurado em dezembro de 1979. A primeira linha foi projetada por um consórcio de consultores liderados por Freeman Fox e parceiros. Em extensões posteriores, as estações foram projetadas sob a supervisão de Roland Paoletti, arquiteto-chefe da MTR.

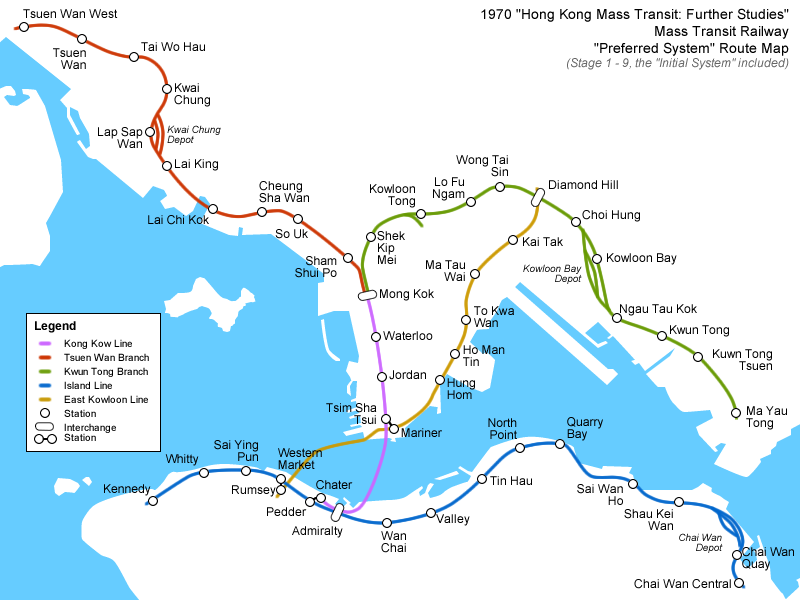
Mapa do Preferred System do Sistema Inicial, 1970

Em 1980, a primeira travessia sob o Victoria Harbour foi feita por um trem da MTR, com a extensão da linha Kwun Tong até a estação Chater (renomeada posteriormente para Central). Os trens foram aumentados para seis carros para acomodar o aumento no número de passageiros.

### Extensões das linhas
O governo aprovou a construção da linha Tsuen Wan em 1977, e as obras começaram em novembro de 1978. Com 10,5 quilômetros, o novo trecho conectava as estações Prince Edward a Tsuen Wan. A linha iniciou a operação em 10 de maio de 1982, com um custo total de construção (não ajustado pela inflação) de HK$ 4,1 bilhões (US$ 526 milhões). O plano foi modificado a partir do relatório de 1970 Hong Kong Mass Transit: Further Studies, com as estações Kwai Chung e Lap Sap Wan, e um pátio de manobras planejado em Kwai Chung próximo à estação Lap Sap Wan sendo substituído por estações em Kwai Hing e Kwai Fong e um pátio em Tsuen Wan. Várias estações também tinham nomes diferentes na fase de planejamento: a estação So Uk tornou-se Cheung Sha Wan, Cheung Sha Wan tornou-se Lai Chi Kok, e Lai Chi Kok tornou-se Lai Wan (mais tarde renomeada como Mei Foo).

Mapa do Sistema Modificado Inicial

Com a inauguração desta linha, o trecho entre Chater e Argyle (atualmente Central e Mong Kok, respectivamente) foi transferido da linha Kwun Tong para a linha Tsuen Wan. Assim, a estação de Waterloo (desde então renomeada estação Yau Ma Tei) tornou-se o terminal da linha Kwun Tong, e as estações Argyle e Prince Edward tornaram-se estações de transferência. Tal mudança foi efetuada porque os planejadores do sistema esperavam que o tráfego da linha Tsuen Wan excedesse o da linha Kwun Tong. Esta previsão provou ser precisa, de forma que tornou-se necessária uma nova linha conectando a parte noroeste dos Novos Territórios com a Ilha de Hong Kong. A linha Tung Chung foi, portanto, inaugurada em 1998 com uma estação de transferência em Lai King.
Embora as aquisições de terrenos tenham sido feitas para uma estação em Tsuen Wan West, após a estação Tsuen Wan, ela não chegou a ser construída - não confundir com a  estação Tsuen Wan West pertencente à linha West Rail, localizada em uma área recém-aterrada junto ao antigo pier de balsas.
Desde sua inauguração em 1982, a linha Tsuen Wan é a linha cujo alinhamento permaneceu o mesmo por mais tempo. Por outro lado, o alinhamento da linha Kwun Tong mudou duas vezes desde a sua abertura - perdeu para a linha Tsuen Wan o trecho Mong Kok - Central, e para a linha Tseung Kwan O a travessia sob o Victoria Harbour.
Aprovações do governo foram concedidas para a construção da linha Island em dezembro de 1980. A construção começou em outubro de 1981. Em 31 de maio de 1985, linha foi aberta com serviço entre as estações Admiralty e Chai Wan. Ambas as estações Admiralty e Centrala tornaram-se estações de transferência com a linha Tsuen Wan. Além disso, os trens foram estendidos para oito carros. Em 23 de maio de 1986, a linha Island foi estendida para a estação de Sheung Wan. A construção foi adiada por um ano, pois os escritórios do governo localizados sobre a estação tiveram que ser movidos antes que a construção pudesse começar.
Em 1984, o governo aprovou a construção do Eastern Harbour Crossing, um túnel para ser usado por carros e trens da MTR. A linha Kwun Tong foi estendida através do Victoria Harbour em 5 de agosto de 1989 para a estação Quarry Bay, que se tornou uma estação de transferência entre as linhas Kwun Tong e Island. Uma estação intermediária, Lam Tin, iniciou suas operações em 1 de outubro de 1989.

### Conexão com o aeroporto

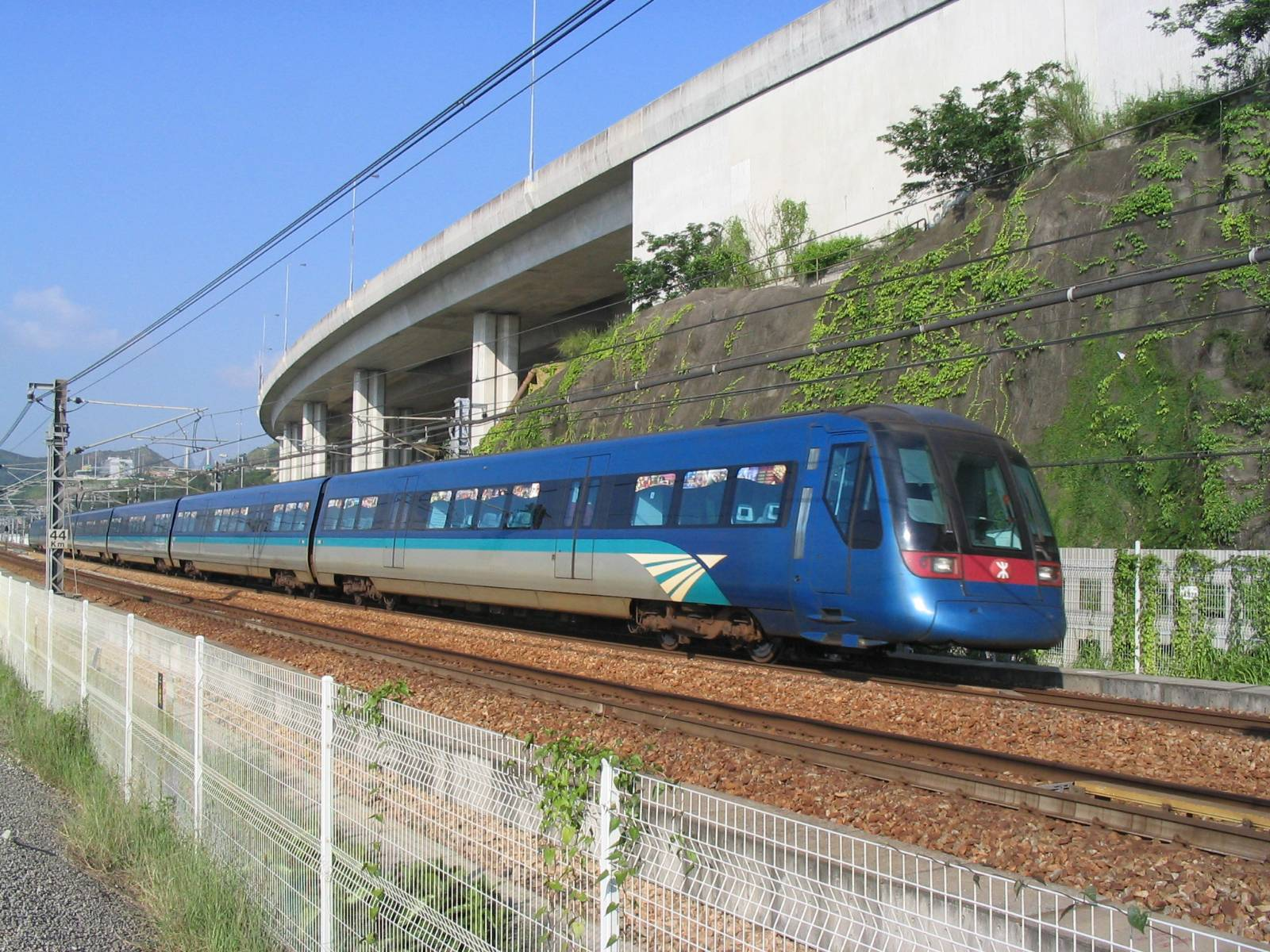
Trem do Airport Express

As linhas Airport Express e Tung Chung começaram a operar em 1998. Em outubro de 1989 decidiu-se pela construção de um novo aeroporto internacional em Chek Lap Kok, na ilha de Lantau, para substituir o saturado Aeroporto Internacional de Kai Tak. O governo convidou a MTRC a construir uma linha ferroviária, então conhecida como Lantau Airport Railway, para o aeroporto. A construção começou em novembro de 1994, depois que os governos chinês e britânico resolveram suas divergências financeiras e fundiárias.
A nova linha foi incluída nos planos de financiamento do novo Aeroporto Internacional de Hong Kong, já que o aeroporto não era considerado viável sem conexões diretas de transporte público. Os custos de construção também foram compartilhados pela MTRC, que ganhou o direito de construir empreendimentos imobiliários sobre as novas estações.
O Lantau Airport Railway transformou-se em duas linhas da MTR, a linha Tung Chung e o Airport Express. A linha Tung Chung foi inaugurada oficialmente em 21 de junho de 1998 pelo Chefe do Executivo de Hong Kong, Tung Chee-hwa, e o serviço começou no dia seguinte. O Airport Express foi inaugurado em 6 de julho de 1998, juntamente com o novo Aeroporto Internacional de Hong Kong.
O Airport Express também oferece check-in de voo nas estações de Kowloon e Hong Kong; um serviço de ônibus gratuitos transporta os passageiros destas estações para os seus respectivos hotéis. Carregadores também estão disponíveis para ajudar a transportar a bagagem de e para os trens. O metrô é o segundo meio de transporte mais popular para o aeroporto após os ônibus. Em 2012, detinha 21,8% de participação no tráfego de e para o aeroporto. No entanto, ela reduziu-se fortemente, de um pico de 32% em 1999.

## História recente (2000-presente)

### Linha Tseung Kwan O

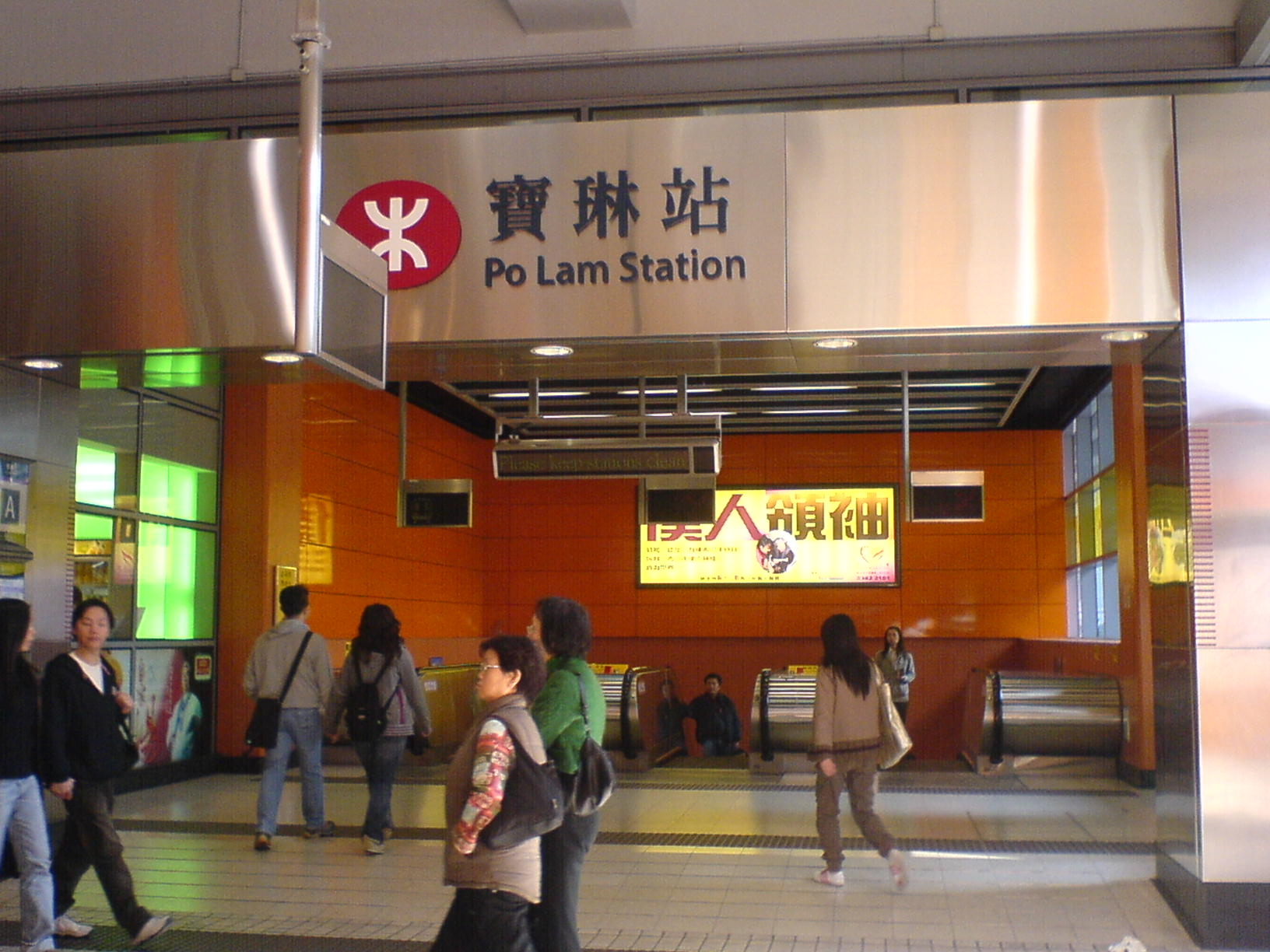
A linha Tseung Kwan O foi construída para servir novos empreendimentos habitacionais

O Quarry Bay Congestion Relief Works promoveu a extensão de 2,1 quilômetros da linha Kwun Tong de Quarry Bay para North Point, na ilha de Hong Kong. O projeto foi iniciado devido a superlotação em Quarry Bay e reclamações persistentes dos passageiros sobre o tempo de transferência entre as plataformas de linha Island e as da linha Kwun Tong. Os trabalhos iniciaram-se em setembro de 1997 e foram concluídos em setembro de 2001 a um custo de HK$ 3,1 bilhões. Como a maioria das estações de transferência anteriores, um arranjo de transferência entre linhas na mesma plataforma (semelhante à estação Paraíso do metrô de São Paulo) foi implantado em ambas as direções.
A construção da linha Tseung Kwan foi aprovada em 18 de agosto de 1998, a fim de atender ao novos empreendimentos habitacionais. As obras começaram em 24 de abril de 1999 e a linha aberta oficialmente em 2002. Ela assumiu o trecho da linha Kwun Tong através do Eastern Harbour Crossing, de modo a linha se estende de Po Lam a North Point. A linha Kwun Tong foi desviada para a estação de Tiu Keng Leng, fazendo integração com a nova linha. Os custos de construção foram parcialmente cobertos pelo governo de Hong Kong e investidores privados que associaram a construção da linha Tseung Kwan O a novos empreendimentos imobiliários e comerciais.

### Estações de transferência

Arranjo duplo de transferência na mesma plataforma, entre as estações Tiu Keng Leng e Yau Tong

A transferência entre as linhas Tsuen Wan-Kwun Tong e Kwun Tong-Tseung Kwan O ocorre em pares de estações, permitindo que o passageiro desembarque de um trem, atravesse a plataforma e embarque no trem de outra linha, sem a necessidade de uso de escadas ou elevadores. Por exemplo, quando se viaja na linha Kwun Tong em direção a Tiu Keng Leng, descer em Yau Tong permitiria que se trocasse de trem atravessando a plataforma para a linha Tseung Kwan O em direção a North Point. Permanecendo no trem e desembarcando em Tiu Keng Leng seria possível embarcar nos trens da linha Tseung Kwan O em direção a Po Lam / LOHAS Park. Algumas estações possuem transferências na mesma plataforma apenas em um sentido de viagem, como nos casos de Nam Cheong (sentido Tuen Mun-Hong Kong), Tai Wai (sentido Wu Kai Sha-Hung Hom) e Sunny Bay (sentido Tung Chung-Disneyland Resort).
Duas grandes obras foram realizadas para facilitar a transferência entre as linhas Kwun Tong e East Rail. A ampliação da estação de Kowloon Tong começou em junho de 2001. Uma nova ligação de pedestres para o mezanino sul de Kowloon Tong e um novo acesso (Saída D) foram abertos em 15 de abril de 2004 para lidar com o aumento no fluxo de passageiros. A modificação da estação de Tsim Sha Tsui envolveu a ampliação das instalações da estação e do corredor de transferência para facilitar o acesso da estação de East Tsim Sha Tsui através de seus túneis de pedestres. 

### Linha Disneyland Resort

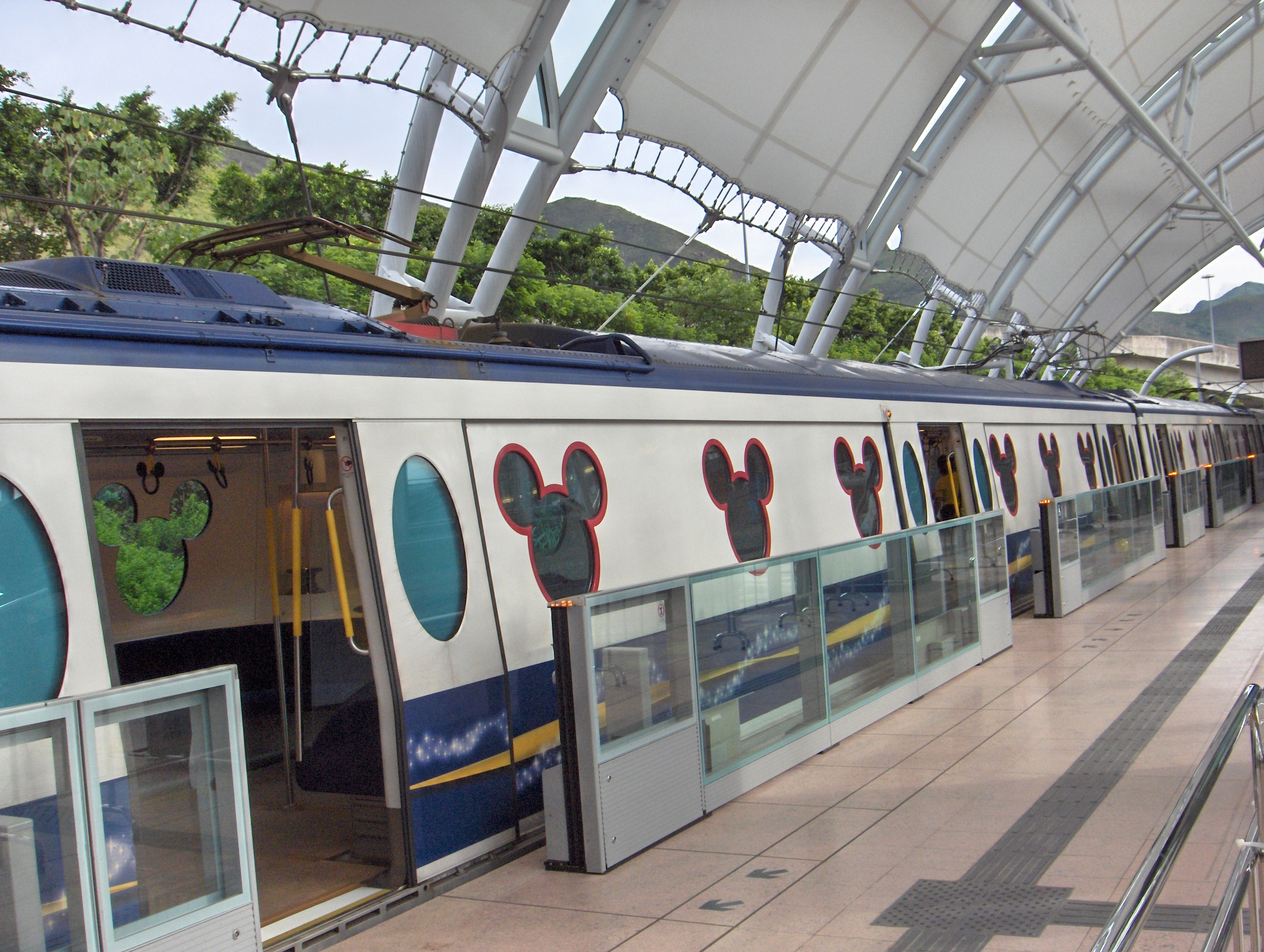
Trem da linha Disneyland Resort na estação Sunny Bay

A linha Disneyland Resort oferece serviços para o Hong Kong Disneyland Resort, que foi inaugurada em 12 de setembro de 2005. A nova linha e a estação Disneyland Resort foram inauguradas em 1 de agosto de 2005. É uma linha de via singela de 3,5 quilômetros que circula entre a estação Sunny Bay (acesso à linha Tung Chung) e a estação Disneyland Resort. A própria estação Disneyland Resort foi projetada como parte do mesmo ambiente do resort. A linha opera com trens completamente automatizados, em intervalos de quatro a dez minutos. O material rodante da linha consiste em trens reformados com motivos lúdicos, de forma a combinar com a natureza recreativa e aventureira da viagem de 3,5 minutos.

### Linhas suburbanas (ex-KCRC)
De outra parte, as linhas de trem suburbano da Kowloon-Canton Railway Corporation (KCRC) tiveram um desenvolvimento independente, até sua unificação com a MTR no final de 2007.
A primeira linha, a ferrovia Kowloon-Cantão, desde 1911 circulava da extremidade sul de Kowloon até Cantão via Fanling, e com a proclamação da República Popular da China em 1949, teve seu trajeto limitado até a estação fronteiriça de Lo Wu. Em 1974 foi inaugurada a nova estação terminal sul em Hung Hom, e entre 1982 e 1983 a linha foi eletrificada e duplicada, e novas estações foram construídas para atender as cidades novas de Sha Tin, Fanling e Sheung Shui 
Em 2003 a KCRC inaugurou uma nova linha conectando as cidades novas de Yuen Long, Tin Shui Wai e Tuen Mun à área urbana. A nova linha foi nomeada West Rail (linha oeste) e a linha original da KCR, renomeada para East Rail (linha leste). Em 2004 foi inaugurada a linha Ma On Shan, e a linha East Rail foi estendida à estação de East Tsim Sha Tsui, conectando-a com a linha Tsuen Wan. 
Desde dezembro de 2007 estas três linhas são controladas pela MTR, após a fusão das duas empresas ter sido aprovada pelo governo de Hong Kong. No mesmo ano, foi aberto um novo ramal da linha East Rail para a estação Lok Ma Chau, proporcionando uma segunda travessia entre Hong Kong e a China continental.
Em 2009, é inaugurada a extensão ao sul da linha West Rail, de Nam Cheong até a estação East Tsim Sha Taui. No mesmo dia, o trecho entre East Tsim Sha Tsui e Hung Hom é transferido da East Rail para a West Rail, e ambas as linhas passam a ter seu terminal na estação Hung Hom. 

### Extensões recentes
O sistema MTR foi ampliado em diversas ocasiões desde a fusão de 2007. Projetos relevantes incluem o ramal a LOHAS Park (2009), a Linha West Island (2014), a extensão da linha Kwun Tong (2016) e a linha South Island (2016). 
O ramal a LOHAS Park é uma extensão da linha Tseung Kwan O, derivando a partir da estação Tseung Kwan O. Ele atende o novo empreendimento residencial LOHAS Park (anteriormente "Dream City"), com área construída de 330 mil m² e cinquenta torres residenciais. O projeto imobiliário foi dividido em 13 fases, e está previsto ser concluído no ano de 2025.
A linha West Island, apresentada pela primeira vez ao governo em 21 de janeiro de 2003, é uma extensão de três estações da linha Island a partir da estação de Sheung Wan, a fim de atender o distrito ocidental da ilha de Hong Kong. Sua construção foi iniciada em 10 de agosto de 2009. As estações Kennedy Town e HKU abriram em 28 de dezembro de 2014, enquanto a estação Sai Ying Pun foi aberta em 29 de março de 2015, devido a atrasos na construção.
A proposta de extensão da linha Kwun Tong até o bairro de Whampoa Garden foi lançada em abril de 2006 e aprovada em março de 2008 como parte da proposta do Sha Tin to Central link. Duas novas estações em Whampoa e Ho Man Tin foram inauguradas em 23 de outubro de 2016.
A linha South Island abriu em 28 dezembro de 2016 entre Admiralty e South Horizons, ligando pela primeira vez o distrito sul da ilha de Hong Kong ao metrô. Com a abertura da Linha South Island, todos os 18 distritos de Hong Kong são servidos pela MTR.

## Linhas
| Linha             | Trajeto                           | Inauguração            | Extensão (km) | Estações |
| ----------------- | --------------------------------- | ---------------------- | ------------- | -------- |
| East Rail         | Hung Hom – Lo Wu / Lok Ma Chau    | 1 de outubro de 1911   | 47,5          | 16       |
| Tuen Ma           | Wu Kai Sha - Tuen Mun             | 20 de Dezembro de 2003 | 56,2          | 27       |
| Kwun Tong         | Whampoa – Tiu Keng Leng           | 1 de outubro de 1979   | 17,4          | 17       |
| Tsuen Wan         | Central – Tsuen Wan               | 17 de maio de 1982     | 16,0          | 16       |
| Island            | Kennedy Town – Chai Wan           | 31 de maio de 1985     | 16,3          | 17       |
| Tung Chung        | Hong Kong – Tung Chung            | 21 de junho de 1998    | 31,1          | 8        |
| Airport Express   | Hong Kong – Asia World-Expo       | 6 de julho de 1998     | 35,3          | 5        |
| Tseung Kwan O     | North Point – Po Lam / LOHAS Park | 18 de Agosto de 2002   | 12,3          | 8        |
| Disneyland Resort | Sunny Bay – Disneyland Resort     | 1 de agosto de 2005    | 3,5           | 2        |
| South Island      | Admiralty – South Horizons        | 28 de dezembro de 2016 | 7,4           | 5        |